# چهار گام وارستگی
چهار گام وارستگی مفهومی است در آیین بودا و به چهار مرحله‌ای اشاره می‌کند که سالکان برای رسیدن به وارستگی کامل از رنج‌ها و شکستن چرخه تولد ادواری و دست‌یابی به حالت بی‌مرگ‌ها arhat آن را طی می‌کنند.
بودا از کسانی که در یکی از این مراحل چهارگانه باشند با عنوان «مردمان شریف» ariya-puggala یاد می‌کند و جماعتی که این افراد تشکیل می‌دهند را «انجمن شریف» ariya-sangha نام نهاده‌بود.
آموزه چهار گام وارستگی از آموزه‌های اصلی در مکتب‌های اولیه بودایی به‌ویژه کیش ترواده بوده که تا امروز ادامه یافته‌است.
این چهار مرحله عبارت است از:
- به‌جویبارآمده‌ها (Sotāpanna): در متون بودایی به راه اصیل هشتگانه اصطلاحاً جویبار گفته می‌شود و فردی که به این راه گام می‌نهد را «به‌جویبارآمده» می‌گویند.
- یک‌بارآینده‌ها (Sakridāgāmi): کسانی که به این مرحله رسیده‌اند تنها یک بار دیگر به دنیا خواهند آمد. هم به‌جویبارآمده‌ها و هم یک‌بارآینده‌ها از سه بند اولیه رسته‌اند اما تفاوت در این است که یک‌بارآینده‌ها تمایلات، تنفر، و توهمات را تا درجات بیشتری در خود تضعیف کرده‌اند.
- بازنیاینده‌ها (anāgāmi): بازنیاینده کسانی هستند که بر حس‌ها چیره گشته‌اند و پس از مرگ به جهان انسانی یا هر جهان پست‌تر از آن بازنمی‌گردند. به جای این، بازنیاینده‌ها در یکی از پنج «منزلگاه پاک» زاده می‌شوند و در آنجا به نیروانا (خاموشی مطلق شعله وابستگی‌ها) دست می‌یابند.
- بی‌مرگ‌ها (arhat): بی‌مرگ‌ها که ارجمندها هم نامیده می‌شوند افرادی کاملاً بیدارشده هستند که تمامی ۱۰ قید و بند را گسلانده و با رستن از چرخه تولدهای ادواری پس از مرگ دیگر به هیچ جهان یا مکانی بازنمی‌گردند. بی‌مرگ‌ها راهی که بودا نشان داده را پیموده و به مرحله بوداشدگی رسیده‌اند.